# カルシウムシグナリング
カルシウムシグナリング（英:Calcium Signaling）とは細胞の機能を制御するカルシウムイオン（Ca2+）依存性の情報伝達経路である。脊椎動物では細胞質のCa濃度は低濃度であり、体内のほとんどのCaは骨などの硬組織や細胞内のCa貯蔵庫（Caストア）に貯蔵されている。これらのCaは何らかの刺激をきっかけとして細胞質に流入することにより細胞内のタンパク質と結合して、その機能を調節を行い、細胞内情報伝達機構を制御することが知られている。金属原子が正の電荷を帯びたものであるCa2+は非常に単純なものであるが、細胞内のCa濃度の変化は幅広い細胞応答へとつながっており、セカンドメッセンジャーの一つである。

## 生物界におけるCa2+
生物の体内に存在するCaは遊離型、タンパク質結合型、沈着型があり、脊椎動物ではほとんどが骨などの組織に沈着型として存在している。骨は体の構造の支持や内臓を保護するなどの機能だけではなく、Caの貯蔵庫としての役割もはたしており、血中のCa2+濃度はカルシトニンやパラトルモンと呼ばれるホルモンによって制御されている。一方、細胞内においてはCaは小胞体に貯蔵されており、細胞質のCa2+濃度は通常低く保たれている。細胞の種類によって小胞体の発達の度合いが異なるために細胞によっては細胞外から流入したCa2+が主要なCa源となることもある。真核細胞では特に複雑なシグナル伝達系を有し、Caのような情報伝達分子を必要とする。

## カルシウム濃度の変化

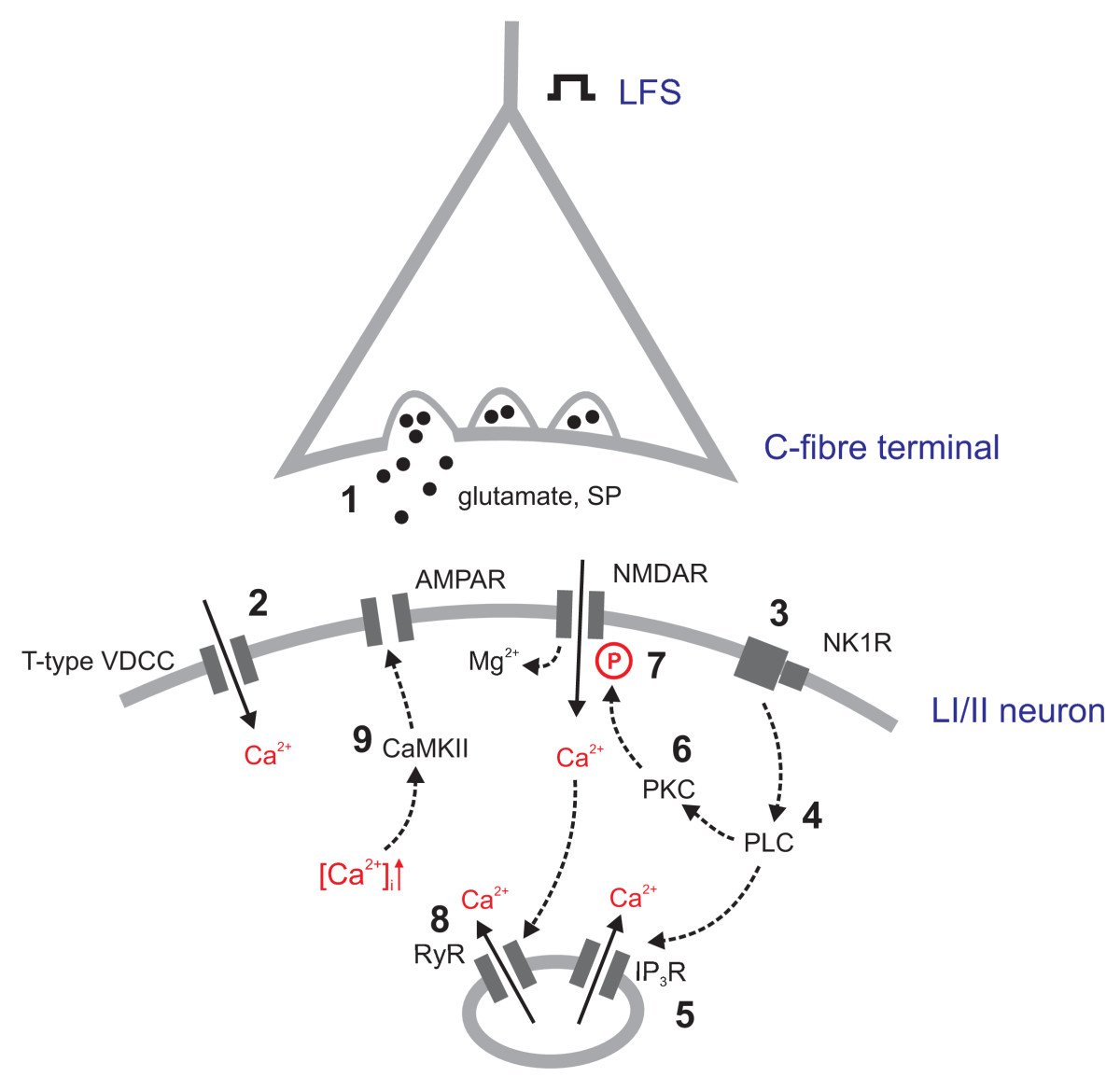
脊髄後角のシナプスにおける情報伝達。低頻度刺激(LFS)は興奮性の神経伝達物質であるグルタミン酸やサブスタンスPの放出を誘発し、後シナプスの細胞を脱分極させる(1)。後膜に存在するT型電位依存性Ca^{2+}チャネル(VDCC)が活性化されると(2)、Ca^{2+}の流入が促進される。また、NK1受容体(3)の刺激はホスホリパーゼCの活性化を介して(4)CaストアからのCa^{2+}の放出(5)やプロテインキナーゼC(PKC)の活性化(6)を引き起こす。PKCはイオンチャネル型受容体であるNMDA受容体をリン酸化し(7)、Ca^{2+}を流入させる。この細胞外から流入したCa^{2+}はリアノジン受容体におけるCa^{2+}誘導性Ca^{2+}放出(8)に関与する。放出されたCa^{2+}はAMPA受容体を活性化し、シナプス伝達の強度が増す。

### 細胞外からのCa2+の取り込み
細胞が活性化されることによりイオンチャネルを介した細胞外からのCa2+の流入が引き起こされるが、その経路は様々である。以下にCa2+チャネルの開閉制御機構による分類を示した。
- 電位依存性Ca2+チャネル

電位依存性Ca2+チャネル（Voltage-dependent calcium channel, VDCC）とはその開閉が細胞膜電位に依存するCa2+チャネルであり、筋肉や神経細胞の細胞膜上に存在する。細胞膜の脱分極が生じるとVDCCは開口して、Ca2+の細胞内流入を促す。VDCCにはL型、P/Q型、R型、T型が存在し、それぞれ異なる特徴を有する。L型は開口に要する脱分極の閾値が高く、持続的にCa2+を流入させる。アムロジピン等のジヒドロピリジン系Ca2+拮抗薬はL型Ca2+チャネルの機能を阻害する。それに対して、T型は一過性であり、小さな脱分極で開口する。なお、各Ca2+チャネルの特徴についてはカルシウムチャネルの項に詳しい。
- 受容体作動性Ca2+チャネル

神経細胞では細胞膜上に存在するイオンチャネルがCa2+の流入に重要な役割を果たしている場合がある。興奮性のシナプス伝達に関与し、シナプス後膜に存在するNMDA受容体はAMPA受容体、カイニン酸受容体と並ぶイオンチャネル型グルタミン酸受容体のサブタイプの一種であり、Ca2+に対して高い透過性を示す。NMDA受容体は通常Mg2+によって閉塞されているが、細胞膜の脱分極によりこの抑制が解かれてCa2+が流入可能な状態となる。
- ストア作動性Ca2+チャネル

小胞体などのCaストアからのCa2+放出が長時間続いてCa2+が枯渇した状態になると、細胞外からのCa2+放出が生じる。この機構にはストア作動性Ca2+チャネル（SOC）と呼ばれるイオンチャネルが関与している。SOCは小胞体膜上のイノシトール3リン酸（IP3）受容体と共役して機能していると考えられている。

### 細胞内貯蔵Ca2+の放出
細胞内小器官の一つである小胞体はCa2+を貯蔵する役割を有しており、小胞体膜上に存在してCa2+の放出に寄与する分子としてリアノジン受容体が挙げられる。リアノジン受容体はCa2+チャネルとして働くことが知られており、骨格筋の筋小胞体に存在するリアノジン受容体は細胞外のCa2+に対するセンサーとして働くジヒドロピリジン受容体と共役していることが知られている。ジヒドロピリジン受容体により細胞内に取り込まれたCa2+がリアノジン受容体に結合すると、細胞質のCa2+濃度依存的に小胞体内のCa2+を放出する。この機構を「Ca2+誘発性Ca2+放出」（Ca2+-induced Ca2+-release、CICR）と呼ぶ。
また、リアノジン受容体と並んでCa2+の放出に寄与するもう一つの分子がIP3受容体である。IP3はGタンパク質共役受容体を介したシグナルなどにより産生され、小胞体膜上に存在するIP3受容体に結合する。IP3受容体はCa2+チャネルとして働くことが知られており、その構造はリアノジン受容体と相同性を有する。IP3受容体を介した細胞内Ca2+ストアからのCa2+放出はCICRにより行われ、リガンドの結合はチャネルのCa2+に対する感受性を高める働きを有する。

### Caイオノフォアによる細胞刺激

A23187の化学構造。

Caイオノフォアとは細胞膜に存在するCaイオンチャネルの透過性を高めて細胞膜におけるCa2+の輸送を亢進させる作用をもつ脂溶性化合物であり、代表的なものとして抗生物質であるA23187（カルシマイシン）やイオノマイシンが知られている。細胞に対するCaイオノフォア刺激は細胞内Ca2+濃度を上昇させる働きを持つことから、生物系の基礎研究において細胞内情報伝達機構へのCa2+の関与を明らかにする目的でよく用いられる。

### 細胞質からのCa2+除去
細胞質への放出･取り込みが行われたCa2+はそのままにされるわけではなく、回収が行われ、それはカルシウムシグナリングの収束を意味する。Ca2+の除去は細胞膜上のNa+/Ca2+交換体（NCX）による細胞外排出や小胞体膜上に存在するCa2+ポンプ（Ca2+-ATPase）による取り込みにより行われる。

## カルシウム結合タンパク質
シグナル伝達分子の中にはCa2+の結合によって機能を調節されるタンパク質が存在し、Ca2+はこれらの分子のEFハンドモチーフやC2ドメインなどと呼ばれる構造に結合する。脊椎動物ではカルモジュリンやトロポニンC、カルパイン、カルシニューリン、プロテインキナーゼC（PKC）、ホスホリパーゼC（PLC）などのCa2+結合タンパク質が存在し、細胞の機能調節に関与している。カルモジュリンはCa2+の結合に関与するEFハンドモチーフを両端に2つずつ（計4つ）有している。EFハンドモチーフはEヘリックスとFヘリックスと呼ばれる2つのαヘリックス構造とそれらをつなぐループ部分により構成される（いわゆるヘリックス-ループ-ヘリックス構造）。Ca2+はこのループ部分に結合する。

## 生物活性

### 筋収縮
筋肉の収縮はアクチンとトロポミオシンからなる細いフィラメントとミオシンを主成分とする太いフィラメントの相互作用により引き起こされる。筋肉が弛緩した状態においてはアクチンとミオシンの相互作用をトロポニンIが妨げているが、CICRにより放出されたCa2+は筋収縮調節タンパク質であるトロポニンCのEFハンド構造にCa2+が結合するとトロポニンIによる抑制が外れて収縮が引き起こされる。
筋収縮の機構は心筋、骨格筋、平滑筋のそれぞれで特徴を有するが、本題と話が大きく外れるため詳細は他項目に譲る。筋収縮に必要となるCa2+源について言えば、骨格筋では筋小胞体が発達しているため小胞体由来のCa2+が用いられるが、平滑筋や心筋、特に平滑筋ではあまり小胞体が発達していないため細胞外から取り入れたCa2+が重要である。

### 神経情報伝達
神経線維を伝導してきて終末部へと達した興奮は前シナプスへのCa2+流入を起こし、シナプス小胞内の神経伝達物質をエキソサイトーシスにより放出する。Ca2+はシナプトタグミンと呼ばれるシナプス小胞膜貫通タンパク質に結合し、小胞体膜とシナプス前膜の膜融合の過程に関与している。神経伝達物質がシナプス後膜の受容体に結合すると膜電位に変化が生じる（シナプス後電位）。